# Trochosa parviguttata
Trochosa parviguttata là một loài nhện trong họ Lycosidae.
Loài này thuộc chi Trochosa. Trochosa parviguttata được Embrik Strand miêu tả năm 1906.